# 立川恵三
立川 恵三（たちかわ けいぞう、1928年5月1日 - ）は、日本の男性俳優、声優。劇団東童、東京芸術座に所属していた。東京都立京橋商業高等学校卒業。

## 出演作品

### テレビドラマ
- NHK大河ドラマ（NHK）
  - 花の生涯（1963年） - 直弼の側近
  - 風と雲と虹と（1976年） - 良兼の郎党
  - 花神（1977年）
  - 草燃える（1979年） - 本田近常
  - 徳川家康（1983年） - 跡部大炊介
- ここに人あり 第128話「ある国選弁護人」（1960年、NHK）
- 天下御免（1971年、NHK）
- 事件狩り 第9話「同棲時代の終わり」（1974年、TBS / 大映テレビ）
- 白い牙 第13話「トランペットは子守唄がお好き」（1974年、NTV / 大映テレビ）
- 6羽のかもめ 第25話「死んで戴きます」（1975年、CX）
- 伝七捕物帳 第90話「恩情しがらみ節」（1975年、NTV / ユニオン映画） - 善左衛門
- 連続テレビ小説
  - マー姉ちゃん（1979年）- 第51回 巡査

### 吹き替え

#### 海外アニメ
- 珍犬ハックル（ハックル）
- 早撃ちマック（ダディー）